# Aldolazy

Schemat reakcji katalizowanych przez aldolazę

Aldolazy – enzymy należące do klasy liaz (liaz węgiel–węgiel, aldehydoliaz, EC 4.1.2.13), które katalizują przede wszystkim reakcję rozszczepienia aldolowego. Biorą udział w glikolizie. Substratem aldolazy jest jedna sześciowęglowa cząsteczka fruktozo-1,6-bisfosforanu (F-1,6-BP), produktami reakcji są triozy: aldehyd 3-fosfoglicerynowy (G3P) i fosfodihydroksyaceton (DHAP). Reakcja ta zapoczątkowuje jeden z głównych etapów glikolizy, w którym substratami kolejnych przemian są cząsteczki trójwęglowe. G3P to związek wchodzący bezpośrednio w dalszą część szlaku glikolitycznego, natomiast DHAP jest łatwo przekształcany w swój izomer, G3P, przez izomerazę triozofosforanową. Reakcja rozszczepienia aldolowego, katalizowana przez aldolazę, jest odwracalna. Kondensacja aldolowa jest jednym z etapów glukoneogenezy. Znane są dwie klasy aldolaz FDP: aldolazy klasy I, charakterystyczne dla organizmów eukariotycznych, choć znalezione także u bakterii oraz aldolazy klasy II, opisane u organizmów prokariotycznych, ale także u niektórych eukariotycznych glonów i grzybów.

## Aldolaza F-1,6-BP klasy I organizmów eukariotycznych i bakterii
W komórkach ssaczych znaleziono 3 izoenzymy tetramerycznej aldolazy F-1,6-BP klasy I: A – w mięśniach, B – w wątrobie i C – w mózgu. Izoenzymy A i C mają wysokie powinowactwo jedynie do F-1,6-BP, podczas gdy izoenzym grupy B preferuje zarówno 1,6-difosforan fruktozy, jak i fruktozo-1-fosforan. Wszystkie izoenzymy złożone są z czterech identycznych podjednostek o masie ok. 40 kDa każda. Każda z podjednostek posiada w centrum aktywnym resztę lizyny, która podczas katalizowanej reakcji tworzy z substratem (F-1-P albo F-1,6-BP) protonowaną zasadę Schiffa z charakterystyczną grupą iminową. Zasada Schiffa jest silnym akceptorem elektronów; po przyłączeniu elektronu powstaje anion anion enolanowy, a następnie produkty reakcji. Eukariotyczne aldolazy FDP klasy I podzielono na dwie podgrupy, jako kryterium podziału przyjmując sekwencję aminokwasową. Aldolaza F-1,6-BP klasy I występuje również w komórkach bakteryjnych, lecz jej znaczenie w ich biochemii nie jest znane.

## Aldolaza F-1,6-BP klasy II
Aldolaza F-1,6-BP klasy II Escherichia coli jest metaloproteiną i kodowana jest przez gen fda. Białko Fda jest homodimerem o masie około 78 kDa. Każda podjednostka tego enzymu związana jest z jednym atomem cynku, który odgrywa istotną rolę w katalizie enzymatycznej. Ustalona wartość Km Fda to 0,85 mM FDP. Punkt izoelektryczny Fda ma wartość 5,02. Zasadnicze znaczenie w katalizie reakcji rozszczepienia aldolowego mają atomy cynku. Za wiązanie cynku w centrum aktywnym każdej z podjednostek Fda odpowiadają trzy reszty histydyny: His110, His226 i His264. Ich zadaniem jest usytuowanie atomu cynku w takim miejscu, w którym jego oddziaływanie z substratem jest łatwiejsze. Oprócz jonów Zn2+ i wymienionych wyżej reszt aminokwasowych, w przemianę FDP do G3P i DHAP zaangażowane są jeszcze inne aminokwasowe komponenty centrum aktywnego Fda. Należą do nich przede wszystkim reszty Arg331 (wspomaga proces depolaryzacji G3P) oraz Asn286 (stabilizuje wiązanie pochodnej DHAP w centrum aktywnym). Istotne są także reszty Asp144, Asp288, Asp290, Asp286 i Asp329. Wspomagają one proces hydrogenacji karbanionowej pochodnej DHAP, oddziałują jednak z DHAP związanym z drugą podjednostką enzymu.

## Inne aldolazy

### Aldolaza 1,6-difosforanu tagatozy
Aldolaza 1,6-difosforanu tagatozy (Kba) bierze udział w rozkładzie jednego z naturalnie występujących sześciowęglowych alkoholi: galaktitolu. Katalizuje reakcję rozkładu 1,6-difosforanu tagatozy do fosfodihydroksyacetonu i aldehydu fosfoglicerynowego. Z niewyjaśnionych przyczyn gen kba u E. coli ulega często mutacjom, które sprawiają, że jego produkt staje się termolabilny.

### Aldolaza kwasu 2-keto-3-dezoksy-6-fosfoglukonowego
Ten rodzaj aldolazy jest kodowany przez gen eda, będący częścią operonu edd-eda. Operon ten odpowiada w komórce bakteryjnej za szlak rozkładu kwasu glukonowego (heksozy), czyli szlaku Entnera-Doudoroffa. Białko Eda katalizuje rozkład kwasu 2-keto-3-dezoksy-6-fosfoglukonowego do aldehydu fosfoglicerynowego i pirogronianu. Eda jest syntetyzowane w komórce na stałym poziomie, lecz w momencie gdy jedynym źródłem węgla jest dla bakterii kwas glukonowy, poziom jego syntezy wzrasta w komórce czterokrotnie.

### AldolazaL-treoniny
Enzymy należące do grupy aldolaz katalizują rozkład nie tylko węglowodanów, ale także aminokwasów. Dobrym przykładem jest aldolaza L-treoniny (L-TA), katalizująca rozkład L-treoniny do glicyny i aldehydu octowego. Enzym ten jest wyjątkowo oporny na wysoką temperaturę – po 60 min inkubacji w 60 °C zachowuje 100% aktywności. L-TA E. coli jest enzymem o małej specyficzności substratowej: oprócz L-treoniny rozkłada także L-allo-treoninę. Do swej aktywności L-TA wymaga fosforanu pirydoksalu jako koenzymu.